# سجاده آتش
سجاده آتش فیمی ایرانی محصول ۱۳۷۲ است که به کارگردانی احمد مرادپور ساخته شده است. فیلم به عملیات کربلای ۵ در جنگ ایران و عراق می‌پردازد.
به هنگام عملیات کربلای پنج رزمندگان دو گردان مالک و حبیب با ماشین نظامی دشمن درگیر می‌شوند. لحظاتی درونی و عمیق، با نبردی پرحجم و سنگین آمیخته می‌شود. شرایط نابرابر این نبرد و خصوصیات خاص مهدی و عباس (فرماندهان بسیجی) حالات و اتفاقاتی، خارج از انتظارات و پیش‌بینی‌های معمول جنگ‌ها را، سبب می‌شوند.

## بازیگران
- رضا ایران‌منش
- علی بوریان
- حبیب‌الله حداد
- عطاءاله سلمانیان
- سید جواد هاشمی
- اسرافیل علمداری
- جواد شیدائیان
- محسن محمدی
- ابراهیم عباسعلی‌زاده
- ماشاءالله شاهمردانی
- فرهاد شریفی
- سیدجلال طباطبایی
- حسین پوراسماعیل
- علی فرهناک
- رضا مرادی

## جوایز
- رضا ایران‌منش بازیگر نقش اول فیلم نامزد دریافت سیمرغ بلورین بهترین بازیگر مرد درجشنواره دوازدهم شد.